# Gorakhpur (divisie)

Ligging in Uttar Pradesh

Gorakhpur is een divisie binnen de Indiase deelstaat Uttar Pradesh. De divisie Gorakhpur bestaat uit de districten:
- Deoria
- Gorakhpur
- Kushinagar
- Maharajganj